# Steven Shakespeare
Steven Shakespeare (* 3. Februar 1968) ist ein britischer Philosoph.

## Leben
Shakespeare promovierte an der Universität Cambridge mit einer Studie des dänischen Denkers Kierkegaard. Er ist Professor für kontinentale Religionsphilosophie an der Liverpool Hope University. 

## Schriften (Auswahl)
- Kierkegaard, language, and the reality of God. Aldershot 2001, ISBN 0-7546-1561-8.
- Radical orthodoxy. A critical introduction. London 2007, ISBN 0-281-05837-7.
- Derrida and theology. London 2009, ISBN 978-0-567-18664-5.
- Kierkegaard and the refusal of transcendence. Basingstoke 2015, ISBN 1-137-38675-4.